# Heuqueville (Eure)
Heuqueville è un comune francese di 409 abitanti situato nel dipartimento dell'Eure nella regione della Normandia.

## Società

### Evoluzione demografica
Abitanti censiti